# Platyja porphyria
Platyja porphyria är en fjärilsart som beskrevs av Turner 1904. Platyja porphyria ingår i släktet Platyja och familjen nattflyn. Inga underarter finns listade i Catalogue of Life.